# دون ليند
دون ليند (بالإنجليزية: Don L. Lind)‏ (و. 1930  م) هو ضابط، ورائد فضاء، وقسيس، وفيزيائي، ورجال دين أمريكي، ولد في ميدفال.

## التعليم
تعلم في جامعة يوتا، وجامعة كاليفورنيا، بركلي.

## الخدمة العسكرية
خدم في بحرية الولايات المتحدة.

## جوائز
حصل على جوائز منها:
- وسام ناسا للخدمة الاستثنائية (1974).